# Bahnstrecke Rokytňany–Dobrovice město
| Kursbuchstrecke: | 6b(1960)             |                                                           |                                                           |
| Streckenlänge: | 14,058 km            |                                                           |                                                           |
| Spurweite: | 1435 mm (Normalspur) |                                                           |                                                           |
| |                      |                                                           |                                                           |
| \| \| \| von Kopidlno (vorm. BCB) \| \| \| \| 0,000 \| Rokytňany \| Rokytňany \| \| \| \| nach Bakov nad Jizerou (vorm. BCB) \| \| \| \| 4,184 \| Ujkovice \| Ujkovice \| \| \| 9,178 \| Žerčice \| Žerčice \| \| \| 11,284 \| Semčice \| Semčice \| \| \| 14,058 \| Dobrovice město früher Taxis-Dobrovice \| Dobrovice město früher Taxis-Dobrovice \| \| \| \| vlečka cukrovár Dobrovice \| \| \| \| \| nach Dobrovice (vorm. Fürst Thurn-Taxis’sche Schleppbahn) \| \| \| \| \| \| \| \| Quellen: [1][2] \| \| \| \| |                      |                                                           |                                                           |
| Strecke |                      | von Kopidlno (vorm. BCB)                                  | von Kopidlno (vorm. BCB)                                  |
| Haltepunkt / Haltestelle | 0,000                | Rokytňany                                                 | Rokytňany                                                 |
| Abzweig ehemals geradeaus und nach rechts |                      | nach Bakov nad Jizerou (vorm. BCB)                        | nach Bakov nad Jizerou (vorm. BCB)                        |
| Haltepunkt / Haltestelle (Strecke außer Betrieb) | 4,184                | Ujkovice                                                  | Ujkovice                                                  |
| Haltepunkt / Haltestelle (Strecke außer Betrieb) | 9,178                | Žerčice                                                   | Žerčice                                                   |
| Bahnhof (Strecke außer Betrieb) | 11,284               | Semčice                                                   | Semčice                                                   |
| Betriebs-/Güterbahnhof Strecke bis hier außer Betrieb | 14,058               | Dobrovice město früher Taxis-Dobrovice                    | Dobrovice město früher Taxis-Dobrovice                    |
| Abzweig geradeaus, nach rechts und von rechts |                      | vlečka cukrovár Dobrovice                                 | vlečka cukrovár Dobrovice                                 |
| Strecke |                      | nach Dobrovice (vorm. Fürst Thurn-Taxis’sche Schleppbahn) | nach Dobrovice (vorm. Fürst Thurn-Taxis’sche Schleppbahn) |
| |                      |                                                           |                                                           |
| Quellen: |                      |                                                           |                                                           |

Die Bahnstrecke Rokytňany–Dobrovice město war eine Eisenbahnverbindung in Tschechien, die ursprünglich von den k.k. priv. Böhmischen Commercialbahnen (BCB) als Lokalbahn Dětenic–Dobrowitz erbaut und betrieben wurde. Sie verlief in Mittelböhmen von Rokytňany nach Dobrovice.

## Geschichte
Die Konzession für die Lokalbahn Dětenic–Dobrowitz erhielten die Gründer der BCB, die Bauunternehmer Johann Muzika und Karl Schnabel am 17. Mai 1882 gemeinsam mit den Strecken Liban–Bakow und Krupa–Kolleschowitz. Teil der Konzession war die Verpflichtung, die Strecken „binnen einem Jahre ... zu vollenden und dem öffentlichen Verkehre zu übergeben“. Ausgestellt war die Konzession bis zum 17. Mai 1972. Eröffnet wurde die Strecke am 1. Juli 1882 nur für den Güterverkehr. Den Betrieb führte die BCB selbst aus. Der Personenverkehr wurde im Jahr 1903 aufgenommen.
Bedeutendster Güterkunde am Streckenendpunkt war die 1831 gegründete Zuckerfabrik der Fürsten von Thurn und Taxis, die über eine eigene Schleppbahn verfügte.

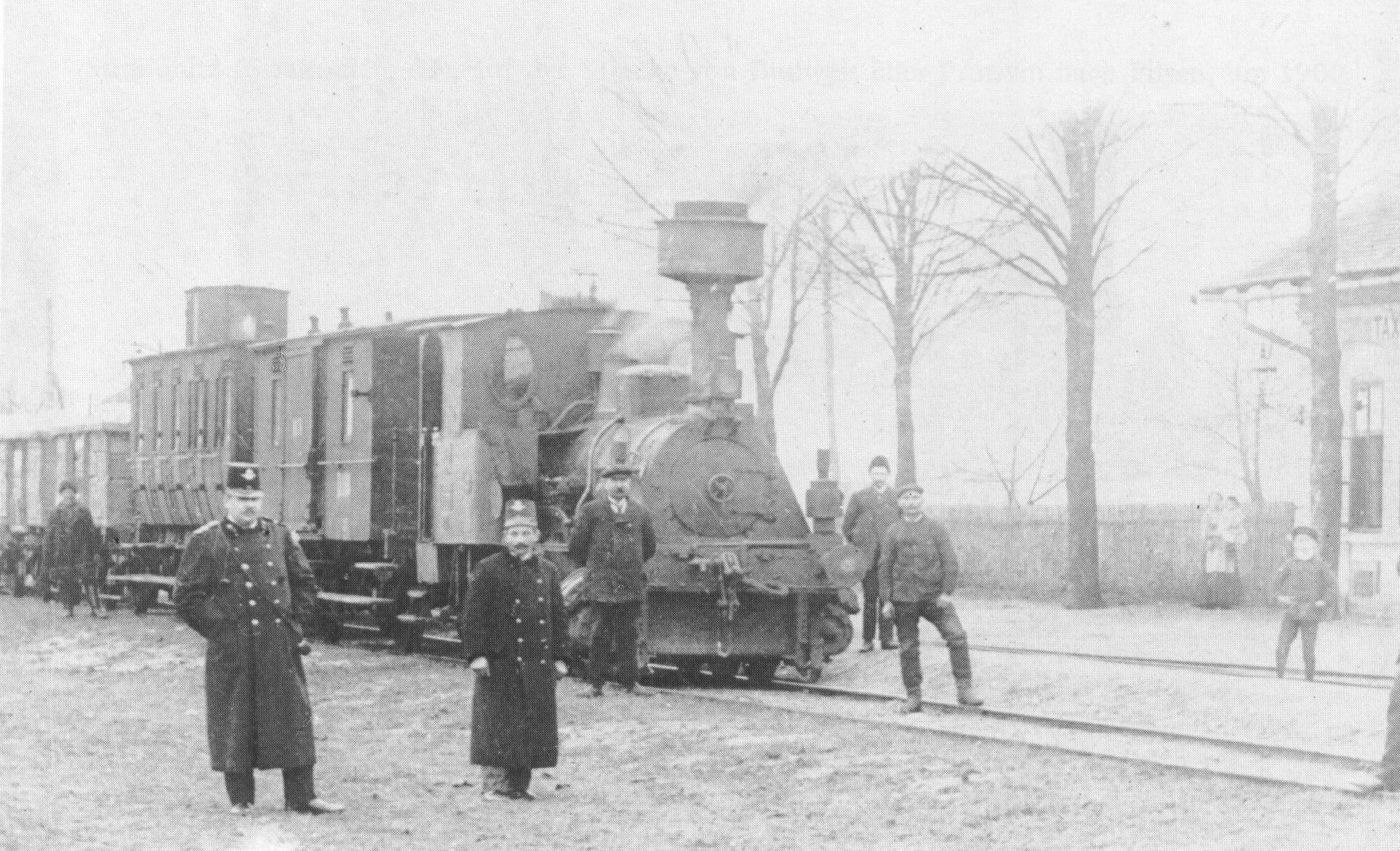
IIIKc FÜRSTENFELDBRUCK mit einem gemischten Zug in Taxis-Dobrovice (um 1900)

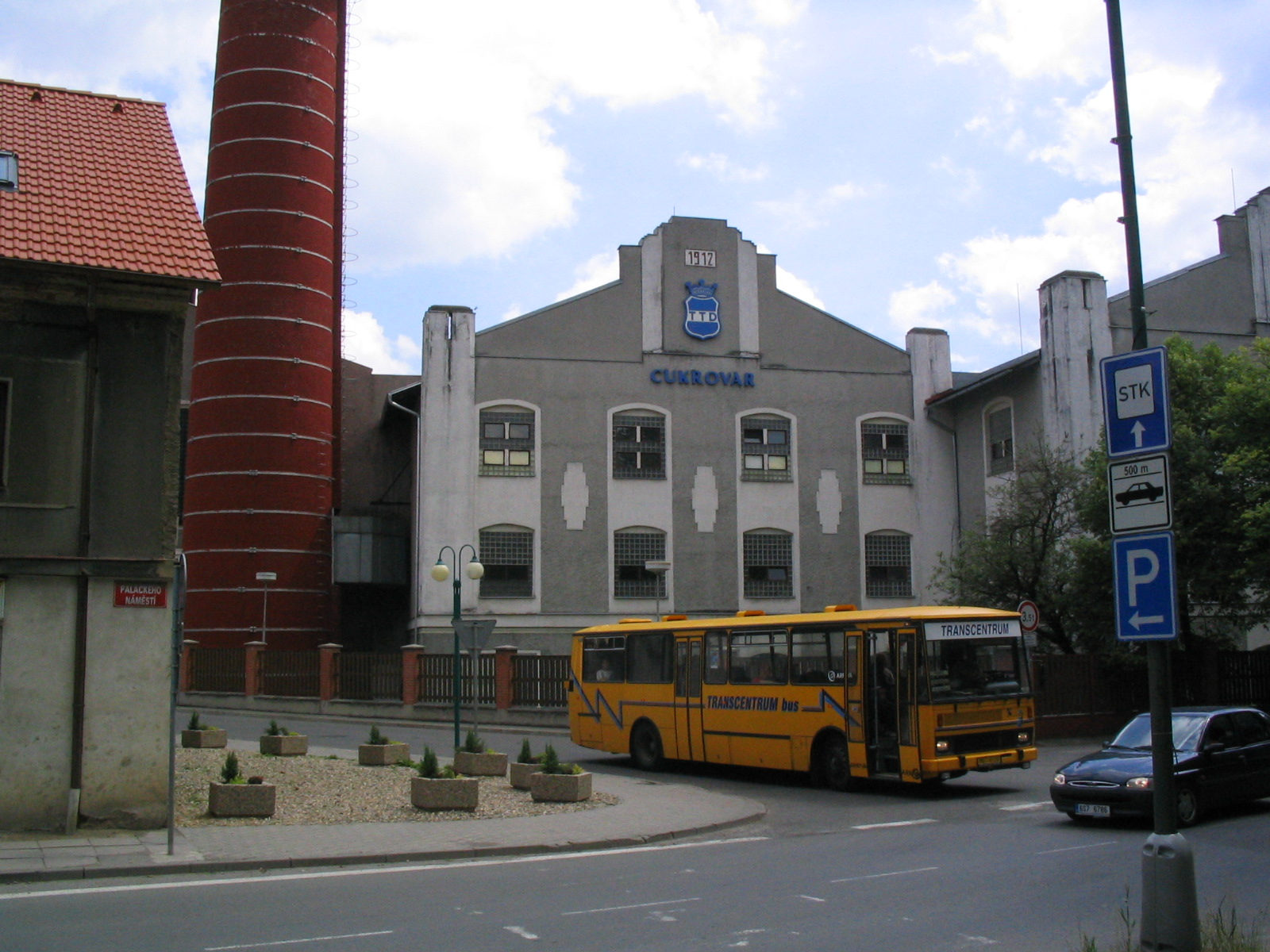
Zuckerfabrik Dobrovice (2008)

Nach der Verstaatlichung der BCB im Jahr 1909 kam die Strecke zu den k.k. Staatsbahnen (kkStB). Im Jahr 1912 wies der Fahrplan der Lokalbahn täglich zwei gemischte Zugpaare 2. und 3. Klasse aus, die von und nach Kopidlno durchgebunden waren. Sie benötigten für die Relation Dětenice–Dobrovice etwas mehr als eine Stunde.
Nach dem für Österreich-Ungarn verlorenen Ersten Weltkrieg gelangte die Strecke ins Eigentum der neu begründeten Tschechoslowakischen Staatsbahnen (ČSD). Ab Mitte der 1930er Jahre wurde eines der Zugpaare als Motorzug geführt, der die Strecke Dětenice–Dobrovice in 35 Minuten bewältigte.
Im Zweiten Weltkrieg lag die Strecke zur Gänze im Protektorat Böhmen und Mähren. Betreiber waren jetzt die Protektoratsbahnen Böhmen und Mähren (ČMD-BMB). Am 9. Mai 1945 kam die Strecke wieder vollständig zu den ČSD.
Im letzten Fahrplan von 1969/70 war nur noch ein Zugpaar verzeichnet. Am 30. Mai 1970 wurde der Reiseverkehr auf der Strecke eingestellt. Am 31. Dezember 1973 endete auch der verbliebene Güterverkehr. Ein kurzer Abschnitt bei Dobrovice diente dann noch eine Zeitlang als Anschlussbahn für ein Kohlelager. Škoda Auto nutzte zudem das noch vorhandene Gleis im Abschnitt Semčice–Žerčice bis 2002 zur temporären Abstellung von Autotransportwagen.
Nach den Abbau des Gleises entstand ab 2024 zwischen dem Velkoledecký rybník bei Ledce und Dobrovice ein Bahntrassenradweg, der am 29. März 2025 offiziell eröffnet wurde. Die Kosten von 17,36 Millionen Kronen trugen anteilig ein Investitionsfonds der Stadt Mladá Boleslav, Škoda Auto und die Anliegergemeinden.